# Doraemon: Giga Zombie no Gyakushū
Doraemon: Giga Zombie no Gyakushu (ドラえもん ギガゾンビ の 逆襲, Doraemon Giga Zonbii no Gyakushū?, Lit. Contador Giga Zombie Attack) o conocido como Doraemon The Revenge of Giga Zombie en inglés es un juego lanzado sólo en Japón por Epoch Co. para la consola Famicom en 1990. El videojuego es un juego familiar, de rol al estilo de los juegos de Final Fantasy. El jugador toma el papel de Doraemon el gato robot y lo lleva en una aventura a través del tiempo para detener al malvado Giga Zombie.
El juego fue traducido al inglés por WakdHacks en los años 90 y un parche está disponible. Puede ser utilizado con emuladores NES / Famicom.

## Prólogo
Doraemon y su tripulación van en un viaje para derrotar a Giga Zombies, utilizando la máquina del tiempo. Ellos fueron golpeados por un tiempo turbulento, Doraemon sólo pudo regresar a la ciudad, mientras que los otros estaban atrapados en la Giga Mundial. Doraemon debe encontrar un (hombre Hero) o heroína (mujer) para ayudar a encontrar a sus amigos. Así comienza la historia.

## GamePlay
El modo de juego es similar al de Dragon Warrior, excepto por algunos detalles:
- Herramientas de taller (intercambio destornillador y revenido) están presentes, el distribuidor no existe tienda de armas armaduras, armas y armaduras es obtener o conseguir una transferencia desde o abrir la caja del tesoro.

- Herramientas y equipo de armaduras y armas secretas pueden mantener su bolsillo y fuera de Doraemon.

- En un lugar de habilidades mágicas y, en la herramienta secreta, en una aventura de encontrar, no se puede utilizar.

- Los rostros de los personajes se muestran en cajas de conversación. Estas imágenes cambian para mostrar expresiones faciales